# Nançay
Pour l’article ayant un titre homophone, voir Nancey.
Ne doit pas être confondu avec Nancy.
Nançay est une commune française située dans le département du Cher en région Centre-Val de Loire.

## Géographie

### Localisation
Le bourg est situé au sud de la Sologne, à une vingtaine de kilomètres au nord-est de Vierzon.

### Climat
Pour des articles plus généraux, voir Climat du Centre-Val de Loire et Climat du Cher.
En 2010, le climat de la commune est de type climat océanique dégradé des plaines du Centre et du Nord, selon une étude du CNRS s'appuyant sur une série de données couvrant la période 1971-2000. En 2020, Météo-France publie une typologie des climats de la France métropolitaine dans laquelle la commune est exposée à un climat océanique altéré et est dans la région climatique  Centre et contreforts nord du Massif Central, caractérisée par un air sec en été et un bon ensoleillement. 
Pour la période 1971-2000, la température annuelle moyenne est de 11 °C, avec une amplitude thermique annuelle de 14,9 °C. Le cumul annuel moyen de précipitations est de 751 mm, avec 11,3 jours de précipitations en janvier et 7,3 jours en juillet. Pour la période 1991-2020, la température moyenne annuelle observée sur la station météorologique installée sur la commune est de 11,5 °C et le cumul annuel moyen de précipitations est de 766,8 mm,. Pour l'avenir, les paramètres climatiques de la commune estimés pour 2050 selon différents scénarios d'émission de gaz à effet de serre sont consultables sur un site dédié publié par Météo-France en novembre 2022.
| Mois                                  | jan.             | fév.             | mars            | avril           | mai           | juin            | jui.         | août          | sep.          | oct.            | nov.             | déc.             | année      |
| ------------------------------------- | ---------------- | ---------------- | --------------- | --------------- | ------------- | --------------- | ------------ | ------------- | ------------- | --------------- | ---------------- | ---------------- | ---------- |
| Température minimale moyenne (°C)     | 1                | 0,3              | 2,2             | 4,1             | 7,9           | 11,1            | 12,6         | 12,1          | 8,8           | 7               | 3,6              | 1,4              | 6          |
| Température moyenne (°C)              | 4,3              | 4,7              | 7,8             | 10,4            | 14,2          | 17,6            | 19,6         | 19,4          | 15,6          | 12              | 7,4              | 4,7              | 11,5       |
| Température maximale moyenne (°C)     | 7,6              | 9,1              | 13,5            | 16,8            | 20,6          | 24,2            | 26,6         | 26,6          | 22,3          | 17              | 11,2             | 8                | 17         |
| Record de froid (°C) date du record   | −21,6 17.01.1985 | −16,7 10.02.1986 | −15 01.03.05    | −6,4 04.04.1996 | −3 21.05.1987 | −1,5 05.06.1991 | 3 13.07.1993 | 1 28.08.1998  | −2 25.09.02   | −6,2 31.10.1997 | −12,5 24.11.1998 | −15,7 31.12.1985 | −21,6 1985 |
| Record de chaleur (°C) date du record | 17,2 05.01.1999  | 22,2 27.02.19    | 25,7 30.03.1989 | 30 20.04.18     | 33,1 28.05.17 | 38 27.06.19     | 40 25.07.19  | 41,4 05.08.03 | 34,5 04.09.05 | 31,1 01.10.1985 | 23 07.11.15      | 19,5 16.12.1989  | 41,4 2003  |
| Précipitations (mm)                   | 64,9             | 54,4             | 56,2            | 62,6            | 73,4          | 54,9            | 60,3         | 56,9          | 61,9          | 72,5            | 72,3             | 76,5             | 766,8      |

## Urbanisme

### Typologie
Au 1er janvier 2024, Nançay est catégorisée commune rurale à habitat dispersé, selon la nouvelle grille communale de densité à 7 niveaux définie par l'Insee en 2022.
Elle est située hors unité urbaine et hors attraction des villes,.

### Occupation des sols
L'occupation des sols de la commune, telle qu'elle ressort de la base de données européenne d’occupation biophysique des sols Corine Land Cover (CLC), est marquée par l'importance des forêts et milieux semi-naturels (83 % en 2018), en augmentation par rapport à 1990 (78,7 %). La répartition détaillée en 2018 est la suivante :
forêts (80,5 %), zones agricoles hétérogènes (7,6 %), terres arables (4,1 %), milieux à végétation arbustive et/ou herbacée (2,5 %), zones urbanisées (1,4 %), eaux continentales (1,4 %), zones industrielles ou commerciales et réseaux de communication (0,9 %), prairies (0,9 %), mines, décharges et chantiers (0,4 %), espaces verts artificialisés, non agricoles (0,3 %).
L'évolution de l’occupation des sols de la commune et de ses infrastructures peut être observée sur les différentes représentations cartographiques du territoire : la carte de Cassini (XVIIIe siècle), la carte d'état-major (1820-1866) et les cartes ou photos aériennes de l'IGN pour la période actuelle (1950 à aujourd'hui).

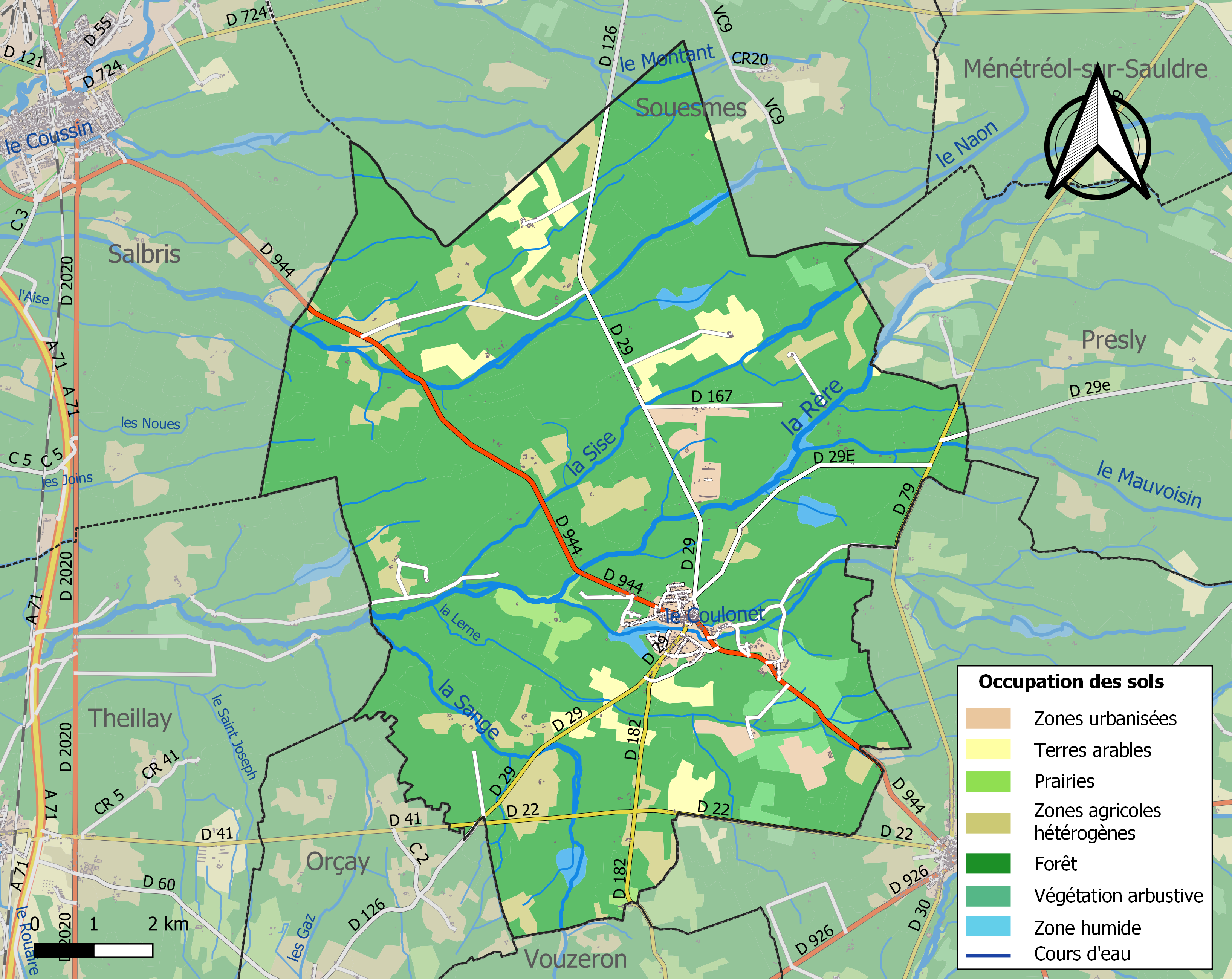
Carte des infrastructures et de l'occupation des sols de la commune en 2018 (CLC).

### Risques majeurs
Le territoire de la commune de Nançay est vulnérable à différents aléas naturels : météorologiques (tempête, orage, neige, grand froid, canicule ou sécheresse), feux de forêts, mouvements de terrains et séisme (sismicité très faible). Il est également exposé à un risque technologique, le transport de matières dangereuses. Un site publié par le BRGM permet d'évaluer simplement et rapidement les risques d'un bien localisé soit par son adresse soit par le numéro de sa parcelle.

#### Risques naturels
Le département du Cher est moins exposé au risque de feux de forêts que le pourtour méditerranéen ou le golfe de Gascogne. Néanmoins la forêt occupe près du quart du département et certaines communes sont très vulnérables, notamment les communes de Sologne dont fait partie Nançay. Il est ainsi défendu aux propriétaires de la commune et à leurs ayants droit de porter ou d’allumer du feu dans l'intérieur et à une distance de 200 mètres des bois, forêts, plantations, reboisements ainsi que des landes. L’écobuage est également interdit, ainsi que les feux de type méchouis et barbecues, à l’exception de ceux prévus dans des installations fixes (non situées sous couvert d'arbres) constituant une dépendance d'habitation.

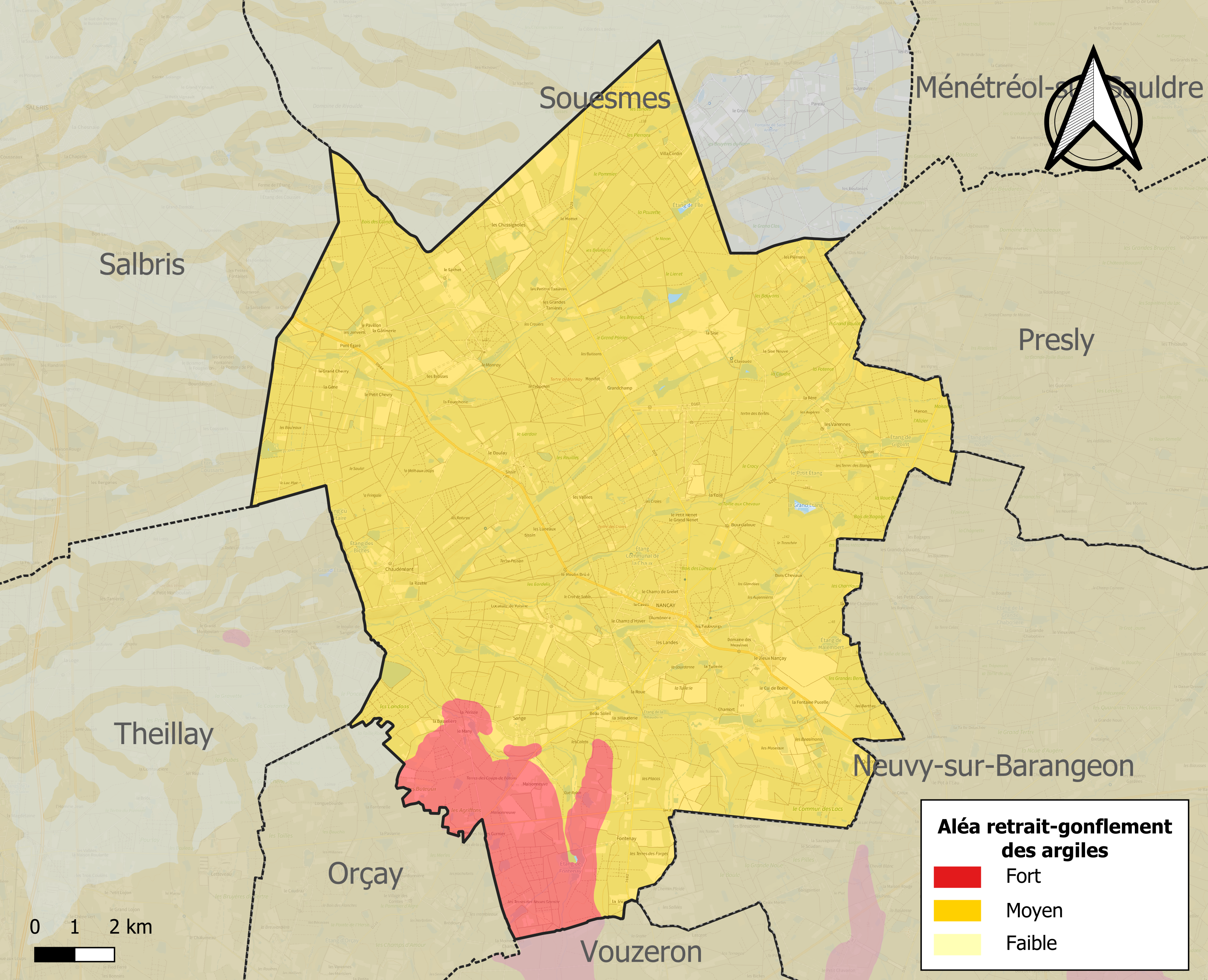
Carte des zones d'aléa retrait-gonflement des sols argileux de Nançay.

La commune est vulnérable au risque de mouvements de terrains constitué principalement du retrait-gonflement des sols argileux. Cet aléa est susceptible d'engendrer des dommages importants aux bâtiments en cas d’alternance de périodes de sécheresse et de pluie. 99,8 % de la superficie communale est en aléa moyen ou fort (90 % au niveau départemental et 48,5 % au niveau national). Sur les 610 bâtiments dénombrés sur la commune en 2019, 610 sont en aléa moyen ou fort, soit 100 %, à comparer aux 83 % au niveau départemental et 54 % au niveau national. Une cartographie de l'exposition du territoire national au retrait gonflement des sols argileux est disponible sur le site du BRGM,.
Concernant les mouvements de terrains, la commune a été reconnue en état de catastrophe naturelle au titre des dommages causés par la sécheresse en 1989, 2018 et 2019 et par des mouvements de terrain en 1999.

#### Risques technologiques
Le risque de transport de matières dangereuses sur la commune est lié à sa traversée par des infrastructures routières ou ferroviaires importantes ou la présence d'une canalisation de transport d'hydrocarbures. Un accident se produisant sur de telles infrastructures est en effet susceptible d’avoir des effets graves au bâti ou aux personnes jusqu’à 350 m, selon la nature du matériau transporté. Des dispositions d’urbanisme peuvent être préconisées en conséquence.

## Toponymie
Son nom apparaît la première fois en 1010 (actes de l'abbé Engilbert) sous la forme Nanciacos, puis Nanciacum en 1239 (homonyme de la ville de Nancy). Il est construit sur le nom de personne gaulois Nantios avec le suffixe locatif d'origine gauloise -aco et signifie « le domaine de Nantios ».

## Histoire
Le territoire appartient successivement à la mouvance des seigneuries de Vierzon et de La Ferté-Imbault, puis au comté de Sancerre jusqu'au milieu du XIVe siècle (Marie de Vierzon, † ap. 1283, dame de Souesmes, Neuvy, Nançay et Menetou-Salon, épouse en 1259 Jean Ier, comte de Sancerre), enfin au domaine de la maison de La Châtre. En effet, Marie de Sancerre-Sagonne, petite-fille du comte Jean Ier de Sancerre, l'apporte à son mari Godemar Ier (1267-vers 1340/1342), baron de Lignières, dont elle était la 1re femme ; Nançay échoit ensuite à Godemar II, sire de Méréville, Aschères et Mennetou — fils de Godemar Ier et de sa 2e épouse Marguerite de Précigny-Laleu, dame de Bridoré — qui vend Nançay le 16 janvier 1371 à son beau-frère Guillaume de La Châtre ; en fait Nançay ne quittait pas la descendance de ses anciens maîtres car Guillaume de La Châtre était l'époux d'Agnès de Li(g)nières, demi-sœur de Godemar II, car fille de Godemar Ier et de Marie de Sancerre.
Jeanne d'Arc y passa, laissant son nom à la Fontaine pucelle.
Son château date du XVe siècle et a été reconstruit durant la Renaissance.
Le village est parfois appelé le « Saint-Trop' » de la Sologne, en référence à nombre de personnalités habitant dans ses environs.

## Politique et administration

### Rattachements administratifs et électoraux
La commune se trouve dans le département du Cher et, depuis 1984, dans l'arrondissement de Vierzon. Pour l'élection des députés, elle fait partie depuis 1988 de la deuxième circonscription du Cher.
La commune faisait partie de 1801 à 1973 du canton de Vierzon, année où celui-ci est scindé et la commune rattachée| au canton de Vierzon-2. Dans le cadre du redécoupage cantonal de 2014 en France, elle fait désormais partie du canton d'Aubigny-sur-Nère.

### Intercommunalité
La commune faisait partie de la communauté de communes les Villages de la Forêt, créée en 1999.
Cette intercommunalité a fusionné avec sa voisine pour former, le 1er janvier 2020, la communauté de communes Vierzon-Sologne-Berry et Villages de la Forêt.
Au 1er janvier 2021, la commune de Nançay rejoint la communauté de communes Sauldre et Sologne.

### Liste des maires
| Période                                  | Période      | Identité                 | Étiquette | Qualité                  |
| ---------------------------------------- | ------------ | ------------------------ | --------- | ------------------------ |
| Les données manquantes sont à compléter. |              |                          |           |                          |
| avant 1988                               | 1989         | Jean Leroy               |           |                          |
| mars 1989                                | mars 2001    | Patrice Pinguet          |           |                          |
| mars 2001                                | mars 2008    | Élie Piquois de Montenay |           |                          |
| mars 2008                                | avril 2014   | Patrice Pinguet          |           |                          |
| avril 2014                               | février 2019 | Jacques Prévost          | DVD       | Ingénieur Démissionnaire |
| mai 2019                                 | En cours     | Alain Urbain,            |           | Ancien cadre             |

### Distinctions et labels
Dans son palmarès 2016, le Conseil national des Villes et Villages Fleuris de France a attribué une fleur à la commune au Concours des villes et villages fleuris.

## Démographie
L'évolution du nombre d'habitants est connue à travers les recensements de la population effectués dans la commune depuis 1793. Pour les communes de moins de 10 000 habitants, une enquête de recensement portant sur toute la population est réalisée tous les cinq ans, les populations de référence des années intermédiaires étant quant à elles estimées par interpolation ou extrapolation. Pour la commune, le premier recensement exhaustif entrant dans le cadre du nouveau dispositif a été réalisé en 2007.

En 2022, la commune comptait 768 habitants, en évolution de −9,96 % par rapport à 2016 (Cher : −2,48 %, France hors Mayotte : +2,11 %).
| 1793  | 1800 | 1806 | 1821  | 1831  | 1836  | 1841  | 1846  | 1851  |
| ----- | ---- | ---- | ----- | ----- | ----- | ----- | ----- | ----- |
| 1 024 | 934  | 793  | 1 070 | 1 052 | 1 086 | 1 047 | 1 105 | 1 081 |

| 1856  | 1861  | 1866  | 1872  | 1876  | 1881  | 1886  | 1891  | 1896  |
| ----- | ----- | ----- | ----- | ----- | ----- | ----- | ----- | ----- |
| 1 050 | 1 060 | 1 111 | 1 152 | 1 157 | 1 205 | 1 264 | 1 357 | 1 306 |

| 1901  | 1906  | 1911  | 1921  | 1926  | 1931 | 1936 | 1946 | 1954 |
| ----- | ----- | ----- | ----- | ----- | ---- | ---- | ---- | ---- |
| 1 367 | 1 374 | 1 351 | 1 135 | 1 044 | 950  | 943  | 930  | 773  |

| 1962 | 1968 | 1975 | 1982 | 1990 | 1999 | 2006 | 2007 | 2012 |
| ---- | ---- | ---- | ---- | ---- | ---- | ---- | ---- | ---- |
| 768  | 753  | 698  | 748  | 784  | 738  | 842  | 855  | 879  |

| 2017 | 2022 | - | - | - | - | - | - | - |
| ---- | ---- | - | - | - | - | - | - | - |
| 832  | 768  | - | - | - | - | - | - | - |

## Culture locale et patrimoine

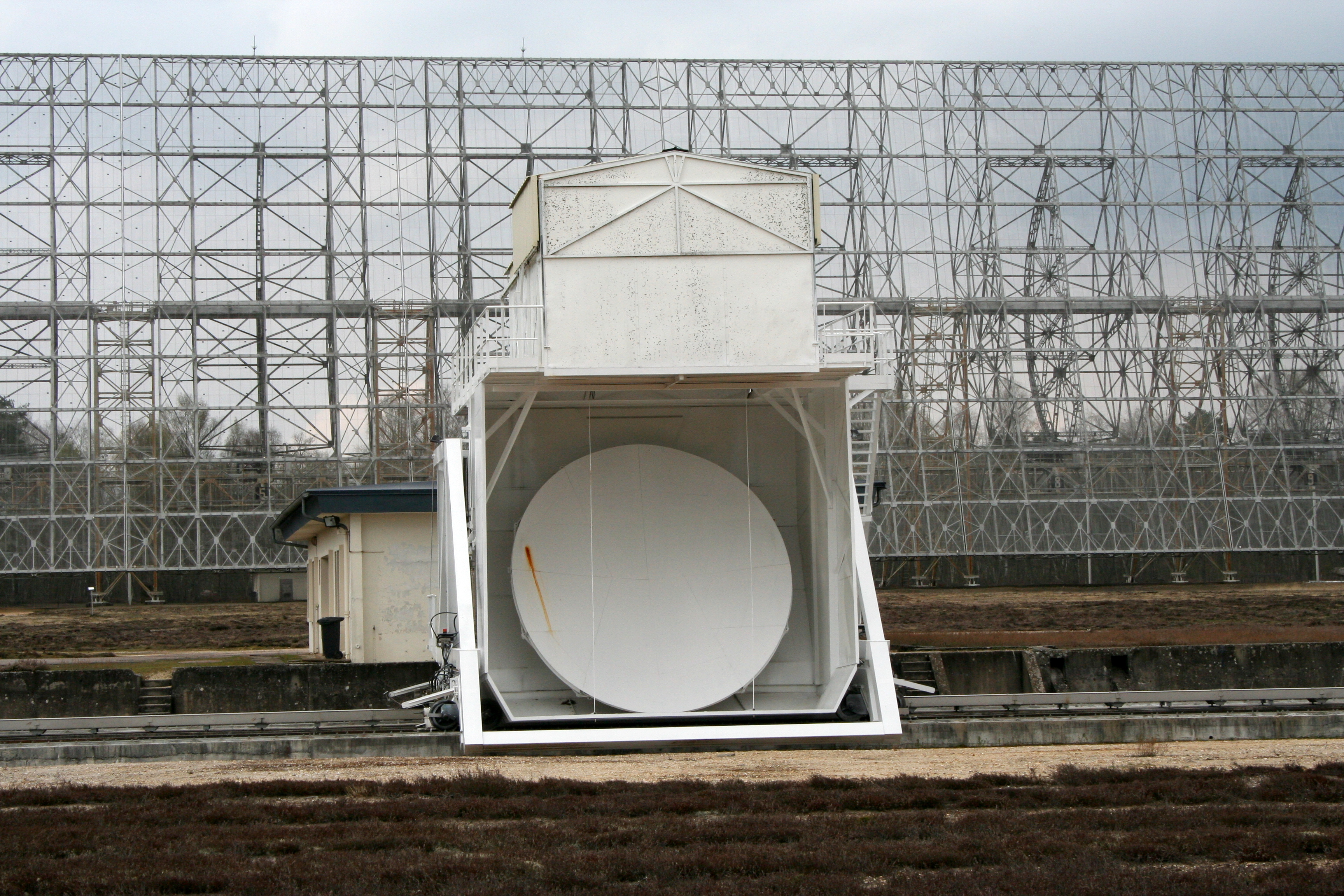
Éléments du radiotélescope.

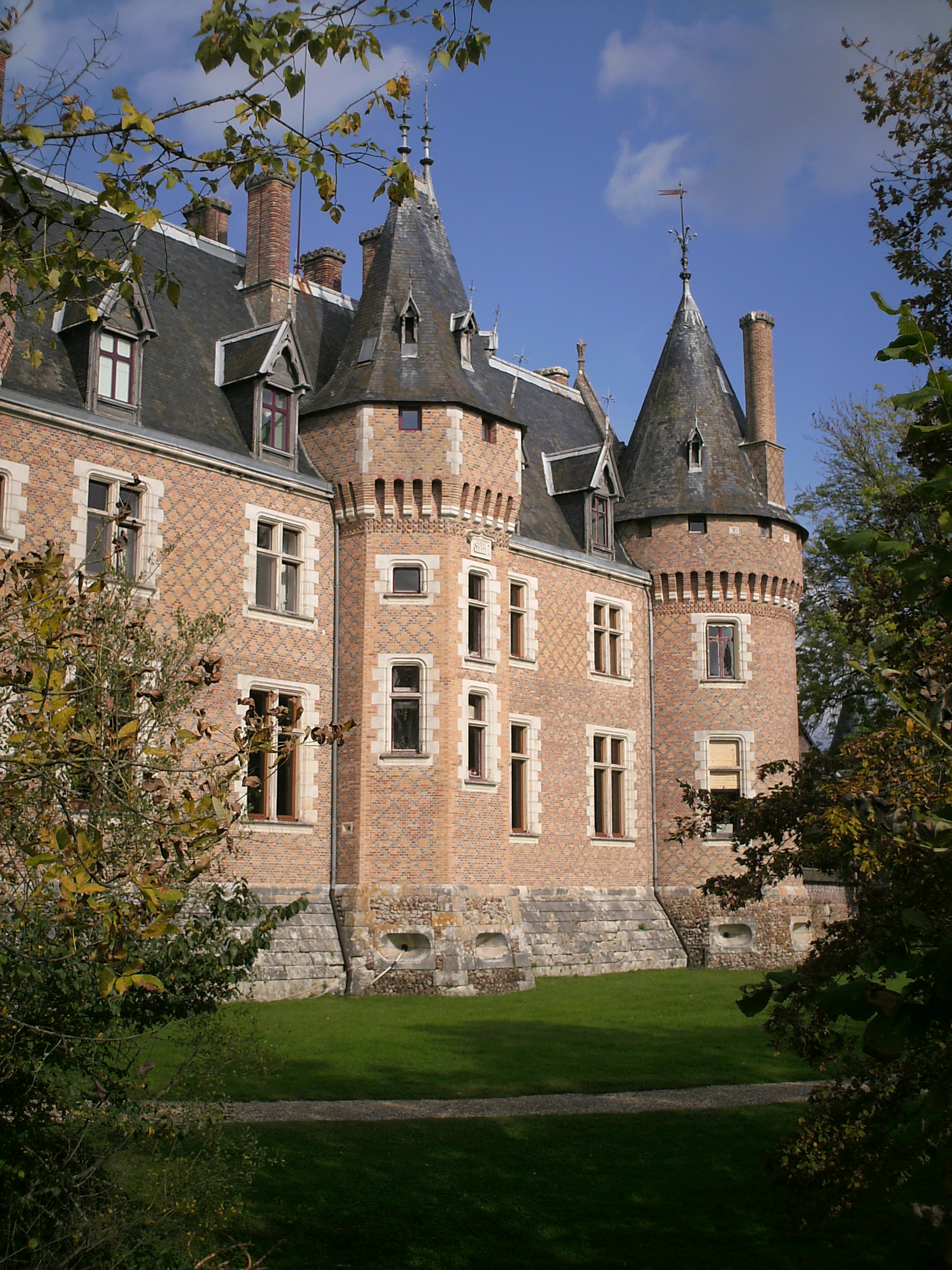
Château de Nançay.

### Lieux et monuments
- La station de radio-astronomie, avec le grand radiotélescope inauguré par Charles de Gaulle en 1965, le radiohéliographe[37] (47 antennes de 5 m de diamètre), le réseau décamétrique (144 antennes sur 10 000 m²), ainsi qu'une station LOFAR. Le terrain a été choisi en 1953 par l'École normale supérieure en raison de sa taille, de sa relative proximité de Paris et de l'absence de tissu industriel pouvant générer des parasites. Administrativement, l'observatoire de Nançay fait partie de l'Observatoire de Paris et est aussi partenaire de l'université d'Orléans. Du fait du radiotélescope, Nançay est une zone blanche en matière de 4G[38].
- Le Pôle des Étoiles accueille les visiteurs curieux d'en savoir plus sur l'astronomie. Le site comporte des installations pédagogiques, un planétarium de 40 places, des expositions et propose des visites guidées de la station de radioastronomie.
- L'église Saint-Laurian, construite en 1624, rebâtie au XIXe siècle après qu'elle fut détruite par un incendie.
- Le château de Nançay. Château d'origine XIIe siècle, rebâti sur des fondations du XVe siècle, au XVIe siècle pour la famille de La Châtre, puis en 1855 pour Léon Pépin Le Halleur, manufacturier de porcelaine à Vierzon, qui entreprit une restauration néo XVIe, suivant les dessins exécutés par Georges Rouget au cours de sa démolition. Dans les bâtiments d'exploitation du château de Nançay, Galerie Capazza, galerie internationale d'art contemporain créée en 1975 par Gérard et Sophie Capazza. Les façade, côtés et toitures du château de Nançay et des communs, l’escalier intérieur monumental situé dans l’aile Sud du château, sont inscrits sur l’inventaire supplémentaire des Monuments historiques par arrêté du 9 juillet 1986.
- La galerie d'art contemporain Capazza créée en 1975 expose sur 2 000 m2[39].

### Personnalités liées à la commune
- Claude-Louis de La Châtre (1745-1824), comte de Nançay avant la Révolution, puis duc de La Châtre, militaire et homme politique français des XVIIIe et XIXe siècles.
- Alain-Fournier y vécut et décrit le village dans son roman Le Grand Meaulnes[38].

### Gastronomie
- Les sablés, biscuits créés en 1953 sur une erreur de recette par Jacques Fleurier.